# Jens Holmboe (Botaniker)

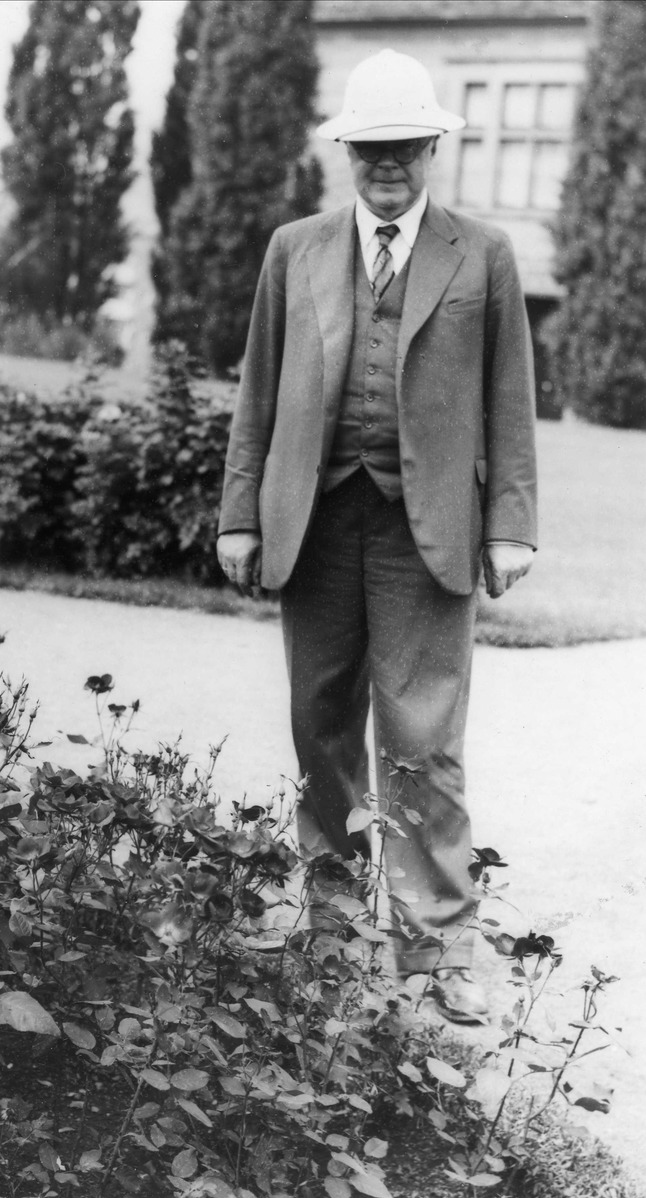
Jens Holmboe, Botanischer Garten Oslo.

Jens Holmboe (* 5. Mai 1880 in Tvedestrand, Aust-Agder; † 25. September  1943 in Oslo) war ein norwegischer Botaniker. Sein botanisches Autorenkürzel lautet „Holmboe“; früher war auch das Kürzel „Holmb.“ in Gebrauch.
Holmboe stammte aus einer Familie von Naturwissenschaftlern und Politikern. Nach dem Studium war er von 1902 bis 1906 Assistent am Botanischen Garten in Tøyen. Am Museum Bergen wurde er 1906 Kurator und 1914 Professor. Von 1907 bis 1925 war er auch Direktor des Museums, bevor er an die Universität Oslo wechselte, wo er auch für den Botanischen Garten Verantwortung trug.
Holmboe gab von 1906 bis 1925 die populärwissenschaftliche Zeitschrift Naturen heraus. Daneben publizierte er häufig, darunter als Hauptwerk das sechsbändige Våre ville planter zusammen mit Torstein Lagerberg von 1937 bis 1940, das in neuen Auflagen 1950 bis 1955 erschien. Schon 1902 hatte er die H. K. H. Goldmedaille des Kronprinzen erhalten.